# Lia Schrievers
Lia Schrievers (9 de febrero de 1998) es una deportista alemana que compite en ciclismo de montaña en la disciplina de campo a través. Ganó una medalla de plata en el Campeonato Mundial de Ciclismo por Eliminación de 2024.

## Medallero internacional
| Campeonato Mundial | Campeonato Mundial | Campeonato Mundial | Campeonato Mundial |
| Año                | Lugar              | Medalla            | Competición        |
| ------------------ | ------------------ | ------------------ | ------------------ |
| 2024               | Aalen (Alemania)   | Medalla de plata   | Eliminación        |